# William Cox (Pionier)
William Cox (* 19. Dezember 1764 in Wimborne Minster, Dorset, England; † 15. März 1837 in Windsor, Australien) war Soldat und australischer Pionier, der die erste Straße durch die Blue Mountains von Sydney nach Bathurst baute.

## Leben
Cox besuchte die Queen Elizabeth's Grammar School in Wimborne Minster und lebte später in Devizes, Wiltshire. Er heiratete Rebecca Upjohn im Jahre 1789.
Cox diente beim Militär in England, bis er am 24. August 1799 auf dem Schiff Minerva mit seiner Frau und vier Söhnen nach New South Wales, Australien, auswanderte. Auf dem Schiff befanden sich 160 Sträflingen, darunter Joseph Holt und Henry Fulton, die politische Häftlinge aus Irland waren. Cox setzte sich auf dem Schiff für mehr Menschlichkeit ein und der irische Rebell Holt schrieb in seinen Memoiren: „the ship was the healthiest and best regulated which had ever reached the colony“ (das Schiff war hinsichtlich der gesundheitlichen Regeln und der Organisation das beste, welches je die Kolonie erreicht hat). Das Schiff kam am 11. Januar 1800 in Sydney an. Cox erhielt 0,4 km² Farmland und machte Holt zu seinem Farm-Manager.
Cox wurde zum Leutnant des New South Wales Corps ernannt und als Zahlmeister eingesetzt. Ihm wurden Unregelmäßigkeiten in der Verwaltung von Geldern des Militärs vorgeworfen, weswegen er 1807 nach England zurückberufen wurde. Er wurde dort allerdings nie vor ein Gericht gestellt. Nachdem sich die Angelegenheit erledigt hatte, wurde er zum Captain ernannt und musste irische politische Gefangene bewachen. Da er während der Rum Rebellion nicht in Australien anwesend war, blieb seine Haltung zu William Bligh unklar. Seine Frau und sein Sohn votierten für Bligh.

## Straßenbau

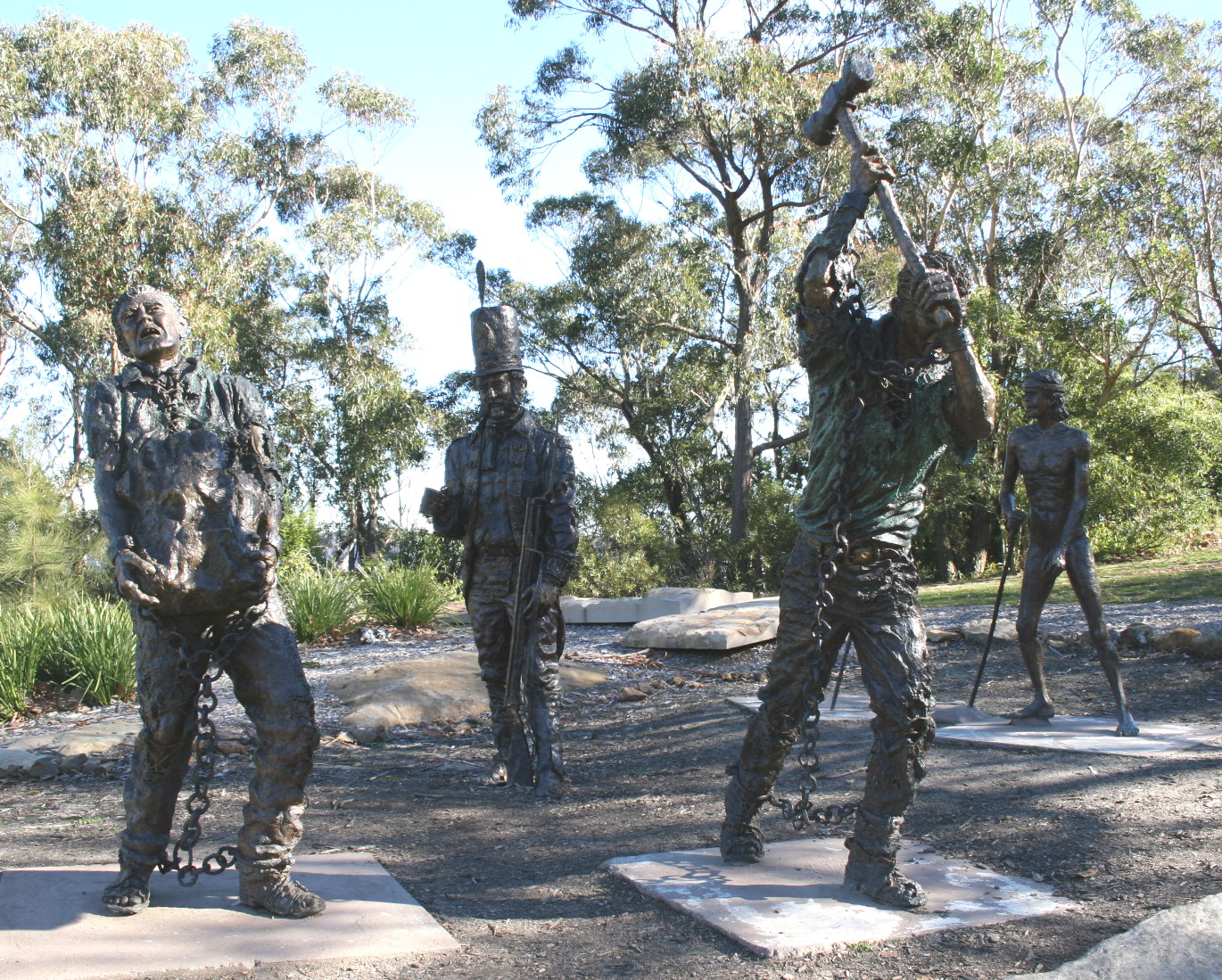
Lebensgroße Bronze-Plastiken der ersten Straßenbauer durch die Blue Mountains. Ort: Katoomba, unweit Echo-Point

Als Cox wieder nach Australien im Jahre 1811 zurückkam, wurde er zum ersten Verwaltungsbeamten von Hawkesbury ernannt, wo er auch verantwortlich für die Errichtung von Regierungsgebäuden war. Nachdem Gregory Blaxland, William Lawson und William Charles Wentworth den Weg durch die Blue Mountains gefunden hatten (Blaxland-Expedition), beauftragte Gouverneur Lachlan Macquarie Cox die 163 km lange und 3,7 Meter breite Straße zwischen Sydney und Bathurst zu bauen. Für diesen Auftrag wurden ihm 30 Sträflinge und acht militärische Bewacher zur Verfügung gestellt und ein Zeitraum von drei Jahren vorgegeben. Er versprach den Sträflingen bei guter Arbeit und Loyalität die Freiheit und ein kleines Stück Land. Die Straße wurde in schwerer Handarbeit hergestellt. Cox stellte die Straße im Zeitraum vom 18. Juli 1814 bis 14. Januar 1815 fertig. Macquarie benutzte die neue Straße im April 1815 auf seinem Weg nach Bathurst. Für die vorzeitig fertiggestellte Straße erhielt Cox als Anerkennung 8,1 km² Farmland nahe Bathurst.

## Lebensende
Die erste Frau von Cox starb im Jahre 1819; mit ihr hatte er fünf Söhne. 1821 heiratete er Anna Blachford, mit der er drei Söhne und eine Tochter hatte. Er starb 1837 und wurde im Grab neben seiner ersten Frau an der St Matthew’s Cathedral von Windsor in Australien beigesetzt. Ein Sohn aus erster Ehe stiftete dieser Kirche ein Fenster.